# Intrépide (Fort-de-France)
El Intrépide es un equipo de fútbol de Martinica que juega en la Promoción de Honor Regional, la tercera división de fútbol en el país.

## Historia
Fue fundado en el año 1911 en la capital Fort-de-France y fue uno de los equipos fundadores del Campeonato Nacional de Martinica en 1919, y también fue el primer equipo campeón de la liga, siendo uno de los equipos más fuertes del país durante los primeros años de la liga.
El club ha ganado tres títulos de liga, aunque no han ganado un título importante desde el año 1933.

## Palmarés
- Campeonato Nacional de Martinica: 3

1919, 1925, 1933